# Zwei-Drittel-Gesetz
Das Zwei-Drittel-Gesetz, auch Gesetz des Drittels oder Gesetz der kleinen Zahlen, ist ein Satz aus der Stochastik, der einen Sonderfall der Binomialverteilung bei kleinen Erfolgswahrscheinlichkeiten von zufällig hervorgerufenen Ereignissen beschreibt. Dieser Begriff wird meist im Zusammenhang mit dem Roulettespiel verwendet und beschreibt den Sachverhalt, dass bei 37 Spielen ungefähr zwei Drittel (genauer: etwa 63 Prozent) der 37 Zahlen getroffen werden.
Die Bezeichnung Gesetz der kleinen Zahlen geht auf den russisch-deutschen Mathematiker Ladislaus von Bortkewitsch (1898) zurück, der dieses Gesetz bei der Untersuchung der Anzahl der Todesfälle durch Hufschlag in den einzelnen Kavallerie-Einheiten der preußischen Armee fand.

## Roulette
Betrachtet man beim Roulette mehrere Serien von jeweils 37 einzelnen Spielen (französisch coups), so stellt man fest, dass während einer Serie nur ungefähr 63 % der 37 Zahlen mindestens einmal getroffen werden.
Die Wahrscheinlichkeit, dass eine bestimmte Zahl während eines Spiels nicht getroffen wird, ist {\displaystyle {\tfrac {36}{37}}}. Also ist die Wahrscheinlichkeit, dass eine bestimmte Zahl während einer Serie von 37 Spielen nicht getroffen wird, gleich {\displaystyle \textstyle \left({\frac {36}{37}}\right)^{37}\approx 0{,}363}. Daraus folgt, dass die Wahrscheinlichkeit, dass eine bestimmte Zahl während einer Serie mindestens einmal getroffen wird, gleich {\displaystyle 1-\left({\frac {36}{37}}\right)^{37}\approx 0{,}637=63{,}7\,\%}. Betrachtet man alle Zahlen, ergibt sich schließlich, dass während einer Serie von jeweils 37 einzelnen Spielen im Mittel 63,7 Prozent der Zahlen, also etwa 23,6 Zahlen, mindestens einmal getroffen werden.
Außerdem werden während einer Serie beim Roulette im Mittel etwa
- 36,3 %, d. h. 13,4 Zahlen nicht getroffen
- 37,3 %, d. h. 13,8 Zahlen genau einmal getroffen
- 18,6 %, d. h. 6,9 Zahlen genau zweimal getroffen
- 6,0 %, d. h. 2,2 Zahlen genau dreimal getroffen
- 1,7 %, d. h. 0,6 Zahlen viermal oder öfter getroffen.

Diese Werte wurden mithilfe der Binomialverteilung berechnet, die die Problemstellung mathematisch exakt modelliert. Dass die Summe der gelisteten Werte nicht exakt 100 % bzw. 37 Zahlen ergibt, beruht auf den vorgenommenen Rundungen.
Zum Beispiel ergibt sich die Wahrscheinlichkeit, dass eine Zahl genau 2-mal getroffenen wird, aus der Binomialverteilung für {\displaystyle n=37}, {\displaystyle k=2}, {\displaystyle p={\frac {1}{37}}}:
{\displaystyle B(2\mid {\frac {1}{37}},37)={\binom {37}{2}}\cdot \left({\frac {1}{37}}\right)^{2}\cdot \left(1-{\frac {1}{37}}\right)^{35}=666\cdot \left({\frac {1}{37}}\right)^{2}\cdot \left({\frac {36}{37}}\right)^{35}\approx 0{,}186}
Nach dem Gesetz der großen Zahlen tritt im langfristigen Mittel jede der 37 Zahlen mit der gleichen relativen Häufigkeit auf, d. h. ist die Anzahl von Coups genügend groß, so entfällt auf jede einzelne Nummer der gleiche Anteil, nämlich {\displaystyle {\frac {1}{37}}}. Betrachtet man mehrere Serien und eine im Vorhinein bestimmte Zahl, so wird diese im Mittel in jeder Serie einmal getroffen.
Dies verleitet viele Spieler zum Fehlschluss, dass in einer Serie von 37 Coups jede einzelne Zahl einmal auftritt. Dies ist aber nicht der Fall. Es ist vielmehr extrem unwahrscheinlich, dass jede Nummer genau einmal getroffen wird – die Wahrscheinlichkeit hierfür ist etwa ein Billiardstel. Der erste Coup trifft mit einer Wahrscheinlichkeit von {\displaystyle {\frac {37}{37}}=1} eine noch nicht getroffene Zahl, der nächste mit {\displaystyle {\frac {36}{37}}} und der letzte mit {\displaystyle {\frac {1}{37}}}. Daraus ergibt sich die Gesamtwahrscheinlichkeit {\displaystyle {\frac {37}{37}}\cdot {\frac {36}{37}}\cdot \ldots \cdot {\frac {1}{37}}={\frac {37!}{37^{37}}}\approx 1{,}304\cdot 10^{-15}}.
Obwohl alle 37 Zahlen mit der gleichen Wahrscheinlichkeit auftreten, tritt für die 37er-Roulette-Serie, aufgefasst als Bernoulli-Kette mit 37 Wiederholungen, keine Gleichverteilung ein, sondern das obige durch die Binomialverteilung vorgegebene Muster.
Auch mit Hilfe des Zwei-Drittel-Gesetzes lässt sich keine Gewinnstrategie finden (siehe Marche).

## Der allgemeine Fall
Häufig wird das Problem mit Hilfe der Poisson-Verteilung analysiert, wobei sich eine relativ gute Näherung ergibt. Das Gesetz der kleinen Zahlen ist eine einfache Anwendung der Poisson-Verteilung für {\displaystyle \lambda =1} und gilt nicht nur für Serien von 37 Spielen beim Roulette, sondern für beliebige Serien von {\displaystyle n} voneinander unabhängigen Spielen, wovon jedes einzelne {\displaystyle n} gleichwahrscheinliche Ausgänge nehmen kann (siehe Poisson-Approximation). So z. B. wenn {\displaystyle n} Objekte unter {\displaystyle n} Empfängern verlost werden und die einzelnen Auslosungen voneinander unabhängig sind.
Das Gesetz der kleinen Zahlen trifft umso genauer zu, je größer die Anzahl {\displaystyle n} ist. Für {\displaystyle n\to \infty } konvergiert der Anteil der Empfänger, die genau {\displaystyle k} Objekte erhalten, gegen den Wert
{\displaystyle P(X=k)={\frac {1}{k!}}\;{\rm {e}}^{-1}}
mit der eulerschen Zahl {\displaystyle e}.
Der Anteil der Empfänger, die nichts bekommen, konvergiert somit gegen {\displaystyle e^{-1}\approx 36{,}7879\,\%}. Dasselbe gilt für den Anteil derjenigen, die genau 1 Objekt erhalten.
Die im vorhergehenden Abschnitt angegebenen Zahlen für {\displaystyle n=37} weichen nur um 0,5 % von den mit Hilfe der Poisson-Verteilung berechneten Grenzwerten ab.

### Beispiel Reiskörner

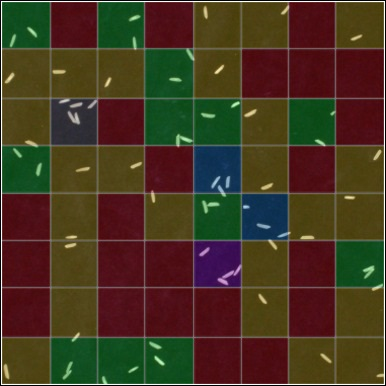
Zufällig auf dem Boden verstreute Reiskörner

Das Bild rechts zeigt 64 Reiskörner, die zufällig auf einem quadratischen Raster aus 8 × 8 Quadraten verstreut sind. Bildausschnitt und Rastergröße sind so gewählt, dass im Mittel auf ein Quadrat ein Reiskorn fällt, d. h. es gilt {\displaystyle \lambda =1}.
Aus der Poisson-Verteilung ergeben sich folgende genäherte Erwartungswerte für die Anzahl der Quadrate, auf die 0, 1, 2, 3, 4, 5 Reiskörner fallen:
- {\displaystyle E(X=0)=64\cdot P(X=0)=64\cdot {\frac {1}{0!}}\cdot {\rm {e}}^{-1}\approx 23{,}544}
- {\displaystyle E(X=1)=64\cdot P(X=1)=64\cdot {\frac {1}{1!}}\cdot {\rm {e}}^{-1}\approx 23{,}544}
- {\displaystyle E(X=2)=64\cdot P(X=2)=64\cdot {\frac {1}{2!}}\cdot {\rm {e}}^{-1}\approx 11{,}772}
- {\displaystyle E(X=3)=64\cdot P(X=3)=64\cdot {\frac {1}{3!}}\cdot {\rm {e}}^{-1}\approx 3{,}924}
- {\displaystyle E(X=4)=64\cdot P(X=4)=64\cdot {\frac {1}{4!}}\cdot {\rm {e}}^{-1}\approx 0{,}981}
- {\displaystyle E(X=5)=64\cdot P(X=5)=64\cdot {\frac {1}{5!}}\cdot {\rm {e}}^{-1}\approx 0{,}196}

Das Auszählen der Häufigkeiten bestätigt trotz der kleinen Stichprobengröße von {\displaystyle n=64} diese Erwartungswerte:
- 23 Quadrate enthalten kein Reiskorn (rot).
- 25 Quadrate enthalten genau ein Reiskorn (gelb).
- 12 Quadrate enthalten genau zwei Reiskörner (grün).
- 2 Quadrate enthalten genau drei Reiskörner (blau).
- 1 Quadrat enthält vier Reiskörner (violett).
- 1 Quadrat enthält fünf Reiskörner (grau).

## Das andere Gesetz der kleinen Zahlen
Daniel Kahneman und Amos Tversky haben ein nicht ganz ernst gemeintes Gesetz der kleinen Zahlen in den Sozialwissenschaften definiert: „Die Intuition über die Zufallsauswahl von Stichproben bestätigt das Gesetz der kleinen Zahlen, das besagt, dass das Gesetz der großen Zahlen auch für kleine Zahlen gilt“. Ernster Hintergrund ist die Kritik an statistischen Experimenten, bei denen die Stichprobengröße intuitiv bestimmt wird statt statistisch.